# Slezská němčina

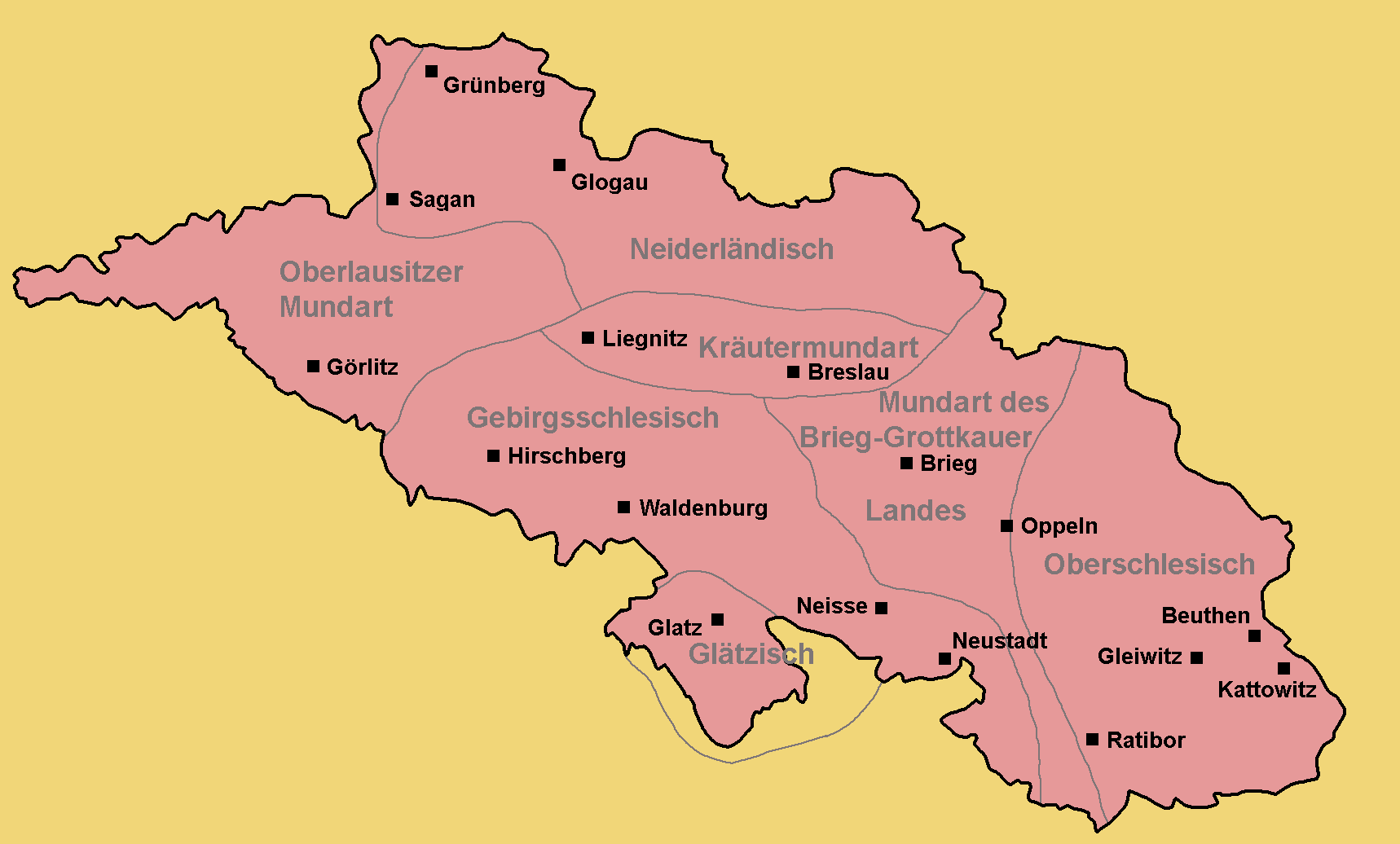
Podoblasti Slezského nářečí na mapě Slezska před rokem 1945

Slezská němčina nebo také slezština (slezskoněmecky Schläsisch, Schläsch) je německý dialekt, kterým se mluvilo a který ještě v minimální míře přežívá v části Slezska, která patřila Německu. Dnes toto území leží převážně v Polsku, jeho nepatrná část leží v Německu (Görlitz) a České republice (Hlučínsko-Prajzsko, Broumovsko a Frýdlantsko).

## Rozšíření a charakteristika

### Příklad textu
| „                          | In Barzdorf hoatt's gebrannt, Do bin ich hingerannt. Do woar a kleener Zaun, Do wollt ich Äppel klaun, Do koam der Herr Schandarm Und noahm mich untern Arm, Der führt mich um die Eck' Do fiel ich ei a Dreck, Do schrie ich "Au, au, au mei Oarsch ist grün u. blau!" | “ |
| — Text und Melodie: anonym | |   |

### Charakteristika
Tato slezština má mnoho společných rysů slov jako středoněmecké a hornoněmecké dialekty německého jazyka, zahrnuje však také výjimečně slova ze slovanské slezštiny, polštiny i češtiny. Německý dialekt slezštiny byl používán především k řeči, avšak byli spisovatelé píšící tímto dialektem, například Andreas Gryphius a Gerhart Hauptmann.
Slezská nářečí měla do roku 1945 asi 7 milionů mluvčích.
V tomto dialektu se často mění "en" na "a", např. Kirschen - Kerscha, essen – assa, a podobně.

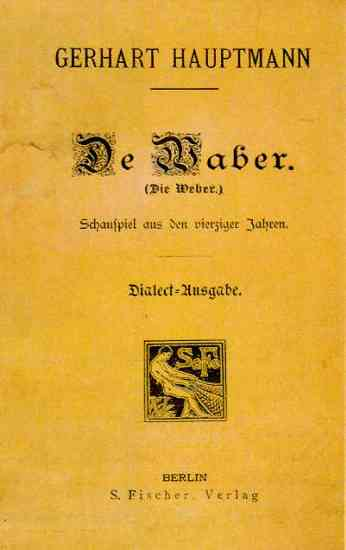
De Waber (dialektové vydání)

Rozdíl mezi německou slezštinou a slovanskou slezštinou:
| Německy                    | Slezská němčina (Schläsch) | Slovanská slezština     | Polsky                 | Česky                    |
| -------------------------- | -------------------------- | ----------------------- | ---------------------- | ------------------------ |
| Erde                       | Arde                       | źymja/zol               | ziemia                 | země                     |
| Bergmann, Hauer            | Bargmoan                   | grubjorz, hajer/bergman | górnik, hawierz        | horník, havíř            |
| Bergwerk                   | Grube                      | gruba                   | kopalnia               | důl                      |
| Junge                      | Jingla                     | bajtel                  | chłopiec               | chlapec, kluk            |
| Hundsfott                  | Jungaohs                   | hůncwot, rojber         | huncwot, łobuz         | rošťák, uličník          |
| ausrutschen                | kascheln                   | klojzdnůńć, kńojzdnůńć  | pośliznąć się          | uklouznout               |
| Topf, Kasserolle           | Kastrull                   | kastrol                 | sagan                  | hrnec, kastról           |
| Nudelholz                  | Nudelkulle                 | nudelkula               | wałek do ciasta        | váleček na nudle         |
| Hocker                     | Ritsche                    | ryczka                  | taboret                | taburet                  |
| rumwühlen                  | rumurbern                  | růmplować, sznupać      | myszkować              | slídit, čmuchat          |
| Schwartzarbeit,Pfusch      | Pfusch                     | fucha                   | praca na czarno, fucha | práce na černo, fušeřina |
| Schlamm, Morast            | Morast                     | maras                   | błoto                  | bahno, bláto, marast     |
| Krapfen, Berliner          | Kreppel                    | krepel                  | pączek                 | kobliha                  |
| Senf                       | Senf,Mostrich              | zymft                   | musztarda              | hořčice                  |
| Schlesisch                 | Schläsch                   | ślůnski                 | język śląski           | slezština                |
| schlesische Kartoffelklöße | schläsche Kließla          | gůmiklyjzy              | kluski śląskie         | Slezské knedlíky         |
| schlesische Küche          | schläsche Kuchel           | ślůnsko kuchńa          | kuchnia śląska         | slezská kuchyně          |
| Schokolade                 | Schukloade, Schuckloade    | szekulada               | czekolada              | čokoláda                 |
| Schwalbe                   | Schwalmel, Schwalme        | šwalbka                 | jaskółka               | vlaštovka                |
| Hahn                       | Kokott                     | kokot                   | kogut                  | kohout                   |